# Starkowo (powiat bytowski)
Starkowo (kaszb. Starkòwò) – wieś w Polsce położona w województwie pomorskim, w powiecie bytowskim, w gminie Trzebielino
Miejscowość położona przy trasie linii kolejowej Bytów-Korzybie – obecnie zawieszonej. Wieś jest siedzibą sołectwa Starkowo, w którego skład wchodzi również miejscowość Starkówko.
W latach 1975–1998 miejscowość należała administracyjnie do województwa słupskiego.